# Seznam československých a českých vyslanců a velvyslanců v Itálii
Seznam československých a českých vyslanců a velvyslanců v Itálii obsahuje diplomatické zastupitele Československa a České republiky v Itálii s akreditací pro Maltu.

## Českoslovenští vyslanci 1919 – 1939
- 16. 10. 1918, Lev Borský, diplomatický zástupce od 5. 11. 1918 chargé d'affaires
- 25. 1. 1920, Vlastimil Kybal, vyslanec
- 5. 6. 1925, Vojtěch Mastný, vyslanec
- 25. 5. 1932, František Chvalkovský, vyslanec
- 10. 1. 1939, Vlastimil Čermák, vyslanec

## Českoslovenští velvyslanci 1945 – 1993
- 11. 4. 1945, Vladimír Vaněk, vyslanec
- 28. 1. 1946, Jan Pauliny-Tóth, vyslanec
- 29. 12. 1948, Miloslav Matoušek, vyslanec
- 13. 6. 1952, Oldřich Kaiser, vyslanec
- 25. 5. 1954, Josef Jura, vyslanec
- 19. 2. 1959, Ján Pudlák, vyslanec od 16. 9. 1961 velvyslanec
- 27. 9. 1962, Ján Bušniak, velvyslanec
- 11. 11. 1966, Vladimír Ludvík, velvyslanec
- 11. 9. 1969, Vladimír Berger, velvyslanec
- 13. 2. 1975, Ivan Roháľ-Ilkiv, velvyslanec
- 21. 3. 1978, Vladimír Koucký, velvyslanec
- 25. 7. 1979, Miroslav Kubín, chargé d'affaires
- 24. 4. 1980, Antonín Pelikán, velvyslanec
- 20. 6. 1989, Norbert Židek, velvyslanec
- 13. 3. 1990, Jiří Holub, velvyslanec

## Čeští velvyslanci od 1993
- 1. 1. 1993, Jiří Holub, velvyslanec
- 17. 11. 1994, Martin Stropnický, velvyslanec
- 21. 9. 1998, Hana Ševčíková, velvyslankyně
- 6. 2. 2003, Libor Sečka, velvyslanec
- 15. 12. 2006, Vladimír Zavázal, velvyslanec
- 12. 9. 2011, Petr Buriánek, velvyslanec
- 19. 10. 2015, Hana Hubáčková, velvyslankyně
- 1. 1. 2023, PhDr. Jan Kohout, velvyslanec